# Witmer Stone
Witmer Stone (Philadelphia,  in de Verenigde Staten, 22 september 1866 – Aldaar,  23 mei 1939) was een Amerikaanse veelzijdig bioloog (ornitholoog, zoogdierkundige en plantkundige). Hij werd beschouwd als een van de laatste "great naturalists" (vooraanstaande natuuronderzoekers). 

## Biografie
Witmer studeerde aan de Universiteit van Pennsylvania waar hij in 1891 een Master of Arts behaalde en in 1913 op grond van zijn prestaties een eredoctoraat ontving in de natuurwetenschappen ("science"). In 1888 begon hij met werken aan het museum van de academie. Daarna werd hij vooral bekend als vogelkundige en als voorzitter van de American Ornithologists' Union en redacteur van het ornithologische vaktijdschrift The Auk. Aldus werkte hij meer dan 50 jaar lang aan de ornithologische afdeling van de Academy of Natural Sciences (de natuurwetenschappelijke academie) van Philadelphia en uiteindelijk als directeur van deze instelling. Daarnaast was hij ook lid en later voorzitter van de  American Society of Mammalogists (Amerikaanse vereniging van zoogdierkundigen) en coauteur van twee populairwetenschappelijke boeken over zoogdieren in Amerika. Bovendien leverde hij uitstekend werk als plantkundige en publiceerde in 1911 over de planten in zuidelijk New Jersey.

## Nalatenschap
Stone schreef een groot aantal wetenschappelijke artikelen over vogels, zoogdieren en planten (meer dan 84). Hij is de soortauteur van Lillies kolibrie (Lepidopyga lilliae) en acht ondersoorten en het geslacht Limnothlypis.
- Author citation (botany): W.Stone
- Gemeinsame Normdatei: 1056766336
- International Standard Name Identifier: 0000 0000 8249 6089
- Library of Congress Control Number: n89125971
- Nederlandse Thesaurus van Auteursnamen: 135538300
- SNAC: w64f2shj
- Système universitaire de documentation: 115836748
- Virtual International Authority File: 63136030
- WorldCat: E39PBJyGTtCqCVBjKYwyhhRkDq